# Mythicomyia bilychnis
Mythicomyia bilychnis är en tvåvingeart som beskrevs av Axel Leonard Melander 1961. Mythicomyia bilychnis ingår i släktet Mythicomyia och familjen svävflugor. Inga underarter finns listade i Catalogue of Life.